# Jamal Salim
Omar Salim Jamal Magoola (ur. 27 maja 1995) – ugandyjski piłkarz występujący na pozycji bramkarza w Richards Bay FC.
W zawodowych klubach w Ugandzie Salim grał przez trzy sezony. Za każdym razem zdobywał ze swoją drużyną mistrzostwo kraju (raz z Express FC i dwukrotnie z Kampala Capital City Authority FC). W 2014 roku został graczem Al-Merreikh Omdurman, z którym w wywalczył mistrzostwo (2015, 2018) i Puchar Sudanu (2014, 2015 i 2018). W latach 2018–2021 grał w Al-Hilal Omdurman, z którym w 2021 został mistrzem kraju. W sezonie 2021/2022 występował w Pretoria Callies FC. W 2022 przeszedł do Richards Bay FC.
W reprezentacji Ugandy zadebiutował 10 lipca 2012 w zremisowanym 2:2 meczu towarzyskim z Sudanem Południowym. Selekcjoner Milutin Sredojević powołał go na Puchar Narodów Afryki 2017.